# Eddy Bianchi
Eddy Bianchi (ur. 8 kwietnia 1956 w Mediolanie) – włoski kierowca wyścigowy.

## Kariera
Bianchi rozpoczął międzynarodową karierę w wyścigach samochodowych w 1977 roku od startów we  Włoskiej Formule 3, Formule Italia oraz Europejskiej Formule 3. Jedynie w Formule Italia zdobywał punkty. Wygrał tam jeden z wyścigów. Z dorobkiem dziewięciu punktów uplasował się tam na dwunastej pozycji w klasyfikacji generalnej. W późniejszych latach pojawiał się także w stawce Europejskiej Formuły 2.
W Europejskiej Formule 2 Włoch wystartował w trzech wyścigach sezonu 1982 z włoską ekipą Sanremo Racing. Nigdy jednak nie zdobywał punktów. Został sklasyfikowany na 24 pozycji w końcowej klasyfikacji kierowców.